# N12 (Frankrijk)
De N12 of Route nationale 12 is een nationale weg in het westen van Frankrijk. De weg bestaat uit twee delen. Het eerste deel loopt van Versailles via Dreux, Alençon en Mayenne naar Fougères. Het tweede deel loopt van Rennes via Saint-Brieuc en Morlaix naar Brest. De weg is een groot deel uitgebouwd tot autoweg met gescheiden rijbanen.
Het deel vanaf Rennes is onderdeel van de E50, een Europese weg die loopt van Brest in Frankrijk naar Machatsjkala in Rusland.

## Geschiedenis
In 1811 liet Napoleon Bonaparte de Route impériale 13 aanleggen van Parijs naar Brest. In 1824 werd de huidige N12 gecreëerd uit de oude route van de Route impériale 13. Deze weg liep van Trappes, bij Parijs, via Alençon en Rennes naar Brest. 
Tot 1949 liep de N12 tussen Mayenne en Rennes via Laval. Na 1949 ging de weg via Fougères lopen. Hierdoor werd het deel tussen Mayenne en Laval de N162 en tussen Laval en Rennes de N157. Het nieuwe traject bestond uit de voormalige N155 tussen Mayenne en Fougères en de N177 tussen Fougères en Rennes.
In 2006 werd de N286 bij de N12 gevoegd. Hierdoor werd het beginpunt van de N10 in Trappes naar de A86 bij Versailles gelegd. 

### Declassificaties
Door de aanleg van de parallelle autosnelweg A84 nam het belang van de N12 tussen Fougères en Rennes sterk af. Daarom is dit deel van de weg in 2006 overgedragen aan het departement Ille-et-Vilaine. Hierdoor heeft dit deel nu het nummer D812.
Ook het uiteinde van de N12 in Brest was niet van belang voor het nationale wegennet. Dit deel is overgedragen aan het departement Finistère en draagt nu het nummer D112.
N1 · N2 · N3 · N4 · N5 · N6 · N7 · N9 · N10 · N11 · N12 · N13 · N14 · N15 · N17 · N19 · N19J · N20 · N21 · N22 · N24 · N25 · N27 · N28 · N31 · N33 · N34 · N36 · N37 · N41 · N42 · N43 · N44 · N47 · N49 · N51 · N52 · N57 · N58 · N59 · N61 · N61A · N65 · N66 · N67 · N70 · N77 · N79 · N80 · N82 · N83 · N85 · N86 · N87 · N88 · N89 · N90 · N94 · N98 · N100 · N102 · N104 · N105 · N106 · N109 · N112 · N113 · N116 · N118 · N118A · N118B · N122 · N123 · N124 · N125 · N126 · N129 · N134 · N135 · N136 · N137 · N138 · N141 · N142 · N145 · N147 · N149 · N150 · N151 · N154 · N157 · N158 · N159 · N162 · N164 · N165 · N166 · N171 · N174 · N175 · N176 · N182 · N184 · N186 · N186A · N186B · N188 · N191 · N192 · N201 · N202 · N205 · N209 · N216 · N221 · N224 · N225 · N227 · N230 · N237 · N244 · N248 · N249 · N250 · N254 · N265 · N274 · N282 · N296 · N301 · N303 · N306 · N314 · N315 · N316 · N320 · N324 · N330 · N337 · N338 · N346 · N353 · N356 · N363 · N385 · N388 · N401 · N406 · N410 · N416 · N425 · N431 · N440 · N441 · N444 · N446 · N449 · N481 · N486 · N488 · N489 · N520 · N524 · N532 · N537 · N542 · N543 · N568 · N569 · N572 · N580 · N814 · N844 · N1007 · N1012 · N1013 · N1014 · N1019 · N1021 · N1029 · N1031 · N1043 · N1050 · N1075 · N1083 · N1104 · N1113 · N1134 · N1135 · N1141 · N1154 · N1338 · N1547 · N1569 · N2028 · N2043 · N2057 · N2162 · N2249